# Орасио Панчери
Орасио Панчери (на испански: Horacio Pancheri) е аржентински актьор, работещ в Мексико.

## Биография
Орасио Панчери започва кариерата си като модел в Аржентина. През септември 2012 г. се премества в Мексико, за да учи актьорско майсторство с Рене Перейра, и впоследствие се присъедини към Центъра за артистично образование, по покана на Еухенио Кобо. След дипломирането си с Центъра, дебютира в мексиканската теленовела Цветът на страстта, продуцирана от Роберто Гомес Фернандес.
През ноември 2014 г. продуцентката МаПат му дава възможност да участва в теленовелата Сянката на миналото, изпълнявайки ролята на Ренато Баястерос.
През 2016 г. получава първата си главна роля в Път към съдбата, където си партнира с Паулина Гото и Ана Патрисия Рохо.

## Филмография

### Теленовели
- Осмелявам се да те обичам (2025) – Алито Буйтрон
- Родители за удобство (2024) – Дамасо Ривера
- Късмет (2023) – Факундо Грандинети
- Да преодолееш миналото (2021) – Алонсо Кансино
- Мексиканката и блондинът (2020) – Родриго Авеянеда
- El juego de las llaves (2019) – Валентин Ломбардо
- В диви земи (2017) – Серхио Отеро
- Полетът към победата (2017) – Посетител
- Път към съдбата (2016) – Карлос Гомес-Руис
- Сянката на миналото (2014/15) – Ренато Баястерос
- Цветът на страстта (2014) – Алонсо (млад)

### Кино
- Yo soy Pepito (2016) – Алехандро Гаскет[5]